# Secret Origins
Origens Secretas (em inglês:  "Secret Origins") é um título compartilhado por várias séries de histórias em quadrinhos publicados originalmente nos Estados Unidos pela DC Comics, que contam as origens dos personagens do Universo DC.

## Publicação original

### Volume 1
O primeiro número de Secret Origins foi um one-shot de 1961, Secret Origins Special Giant Issue #1, que trazia apenas material reimpresso. O título tornou-se uma série regular de reimpressões em fevereiro–março de 1973, e depois de 7 números, foi encerrada em outubro–novembro de 1974. O título foi usado em várias compilações de histórias de origens, entre elas: Limited Collectors' Edition #C–39 (outubro–novembro de 1975) e #C–45 (junho–julho de 1976), assim como DC Special Series #10 (1978) e #19 (outono de 1979).[carece de fontes?]

### Volume 2
Sua encarnação mais famosa foi uma revista com um total de 50 números que circulou de abril de 1986 a agosto de 1990, além de três anuais e um especial.[carece de fontes?] Normalmente, em um número era esclarecido as origens pós-Crise de vários personagens, geralmente dois, pois a maioria dos números da revista tinha o dobro de páginas de uma HQ normal, ou seja, 48 páginas. Roy Thomas foi o escritor/consultor editoral inicial da série; os números posteriores foram supervisionados por Mark Waid. Mais três especiais surgiram em 1998–1999.[carece de fontes?] Em 2004, a série voltou ao formato de reimpressão através do especial "Weird Secret Origins" apresentando o Senhor Destino, o Espectro, Homem-Animal, Magia (ou Encantadora), Metamorfo, Congo Bill, El Diablo, e Mundo Bizarro.

### Volume 3
Uma nova série mensal focando nos personagens de Os Novos 52, foi lançada em abril de 2014 com cover date de junho de 2014. O primeiro número mostrou as origens de Superman, Supergirl e a versão de Dick Grayson como Robin. A série foi cancelada no número 11 (maio de 2015),[carece de fontes?] à venda desde março de 2015.

## Personagens apresentados na série de 1986–1990
- 1 (Abril de 1986): O Superman da Era de Ouro; esta foi uma homenagem à versão original do personagem; arte do artista de Superman da Era de Ouro, Wayne Boring e de Jerry Ordway.
- 2 (Maio de 1986): O Besouro Azul, nas versões de Dan Garrett e Ted Kord; arte de Gil Kane.
- 3 (Junho de 1986): Capitão Marvel creditado pelo título Shazam!; uma adaptação da origem do personagem da WHIZ Comics #2, com informações de histórias posteriores incorporadas.
- 4 (Julho de 1986): Nuclear (Ronnie Raymond).
- 5 (Agosto de 1986): O Vingador Escarlate; arte de Gene Colan.
- 6 (Setembro de 1986): Halo dos Renegados; o Batman da Era de Ouro. Este foi o primeiro número com o dobro do tamanho normal.
- 7 (Outubro de 1986): Guy Gardner; o Sandman da Era de Ouro.
- 8 (Novembro de 1986): Penumbra; Pequeno Polegar.
- 9 (Dezembro de 1986): O Sideral original (Celestial) e Fúria (ou F.A.I.X.A.); o Flash da Era de Ouro.
- 10 (Janeiro de 1987): O Vingador Fantasma. Foi um tie-in do crossover Legends, e trazia quatro possíveis origens para o personagem; a de Mike Barr e Jim Aparo foi uma variação do mito do Judeu errante, enquanto a outra de Alan Moore e Joe Orlando postularam que o Vingador era um anjo caído.
- 11 (Fevereiro de 1987): Gavião Negro da Era de Ouro; Poderosa.
- 12 (Março de 1987): Os Desafiadores do Desconhecido; Fúria.
- 13 (Abril de1987): Asa Noturna (arte de Erik Larsen); Johnny Relâmpago; o Chicote.
- 14 (Maio de 1987): Esquadrão Suicida.
- 15 (Junho de 1987): Espectro; Desafiador.
- 16 (Julho de 1987): Homem-Hora; o Guerreiro; 'Mazing Man.
- 17 (Agosto de 1987): Adam Strange; Doutor Oculto.
- 18 (Setembro de 1987): O Lanterna Verde da Era de Ouro, Alan Scott; o Rastejante.
- 19 (Outubro de 1987): Tio Sam; o Guardião.
- 20 (Novembro de 1987): Batgirl; Doutor Meia-Noite.
- 21 (Dezembro de 1987): Jonah Hex; Condor Negro.
- 22 (Janeiro de 1988): os Caçadores Cósmicos.
- 23 (Fevereiro de 1988): os Guardiões do Universo escrito por Todd Klein; o Homem Florônico escrito por Rick Veitch.
- 24 (Março de 1988): Senhor Destino; Demônio Azul.
- 25 (Abril de 1988): a Legião dos Super-Heróis; Átomo da Era de Ouro.
- 26 (Maio de 1988): Raio Negro; Miss America.
- 27 (Junho de 1988): Zatanna, seu pai Zatara, e o Doutor Mist.
- 28 (Julho de 1988): Meia-Noite com arte de Gil Kane; Sombra da Noite com arte de Rob Liefeld.
- 29 (Agosto de 1988): O Eléktron; o Tornado Vermelho original Ma Hunkel; esta foi a última história de quadrinhos de Sheldon Mayer; Mr. América (aka o Americomando).
- 30 (Setembro de 1988): Homem-Borracha; o Homem Elástico.
- 31 (Outubro de 1988): a Sociedade da Justiça da América.
- 32 (Novembro de 1988): a Liga da Justiça. Em uma história de Keith Giffen e Peter David, a Liga da Justiça é formada pelo Lanterna Verde (Hal Jordan), o Flash (Barry Allen), Aquaman, o Caçador de Marte e a Canário Negro. Superman e Batman não eram membros fundadores, assim como a Mulher-Maravilha.
- 33 (Dezembro de 1988): Fogo, Gelo e o Senhor Milagre. Esta e as duas edições seguintes trataram dos membros da Liga da Justiça Internacional.
- 34 (Winter ["Inverno americano"] de 1988): Capitão Átomo, G'nort e o  Soviete Supremo.
- 35 (Holiday ["Feriado americano"] de 1988): Gladiador Dourado, Maxwell Lord, e o Caçador de Marte.
- 36 (Janeiro de 1989): História do Lanterne Verde Hal Jordan por Jim Owsley; história da Hera Venenosa por Neil Gaiman.
- 37 (Fevereiro de 1989): A Legião dos Heróis Substitutos; o Doutor Luz original.
- 38 (Março de 1989): Arqueiro Verde e Speedy.
- 39 (Abril de 1989): História do Homem-Animal por Grant Morrison; Morcego Humano.
- 40 (Maio de 1989): destaque para Congo Bill, Detetive Chimp, e Gorila Grodd.
- 41 (Junho de 1989): a Galeria de Vilões do Flash — Mago do Tempo, Onda Térmica, o Trapaceiro, o Flautista, Capitão Bumerangue, e o Capitão Frio.
- 42 (Julho de 1989): Etérea (Moça Fantasma); o Fantasma Sombrio/Fantasma Alegre.
- 43 (Agosto de 1989): Rapina e Columba original; Cave Carson; Chris KL-99.
- 44 (Setembro de 1989): Cara-de-Barro I, II & III.
- 45 (Outubro de 1989): Falcão Negro; El Diablo.
- 46 (Dezembro de 1989): a sede da Liga da Justiça da Era de Prata (história de Grant Morrison), a Torre Titã dos Novos Titãs, e o clube da Legião dos Super-Heróis. Arm Fall Off Boy faz sua primeira aparição.
- 47 (Fevereiro de 1990): Os Legionários Ferro, Karate Kid e o Rei Químico.
- 48 (Abril de 1990): Besouro Bisonho, Stanley and His Monster, Rex, O Cão-Maravilha, e os Gêmeos do Gatilho.
- 49 (Junho de 1990): Saltador, a Legião Jovem, e o Cavaleiro Silencioso.
- 50 (Agosto de 1990): a última edição, 96 páginas. Há uma narrativa do primeiro encontro de Dick Grayson com o Batman por Dennis O'Neil e George Pérez; o primeiro encontro dos Flashes da Era de Ouro e da Era de Prata, história de Grant Morrison; uma do Johnny Trovoada (o herói do faroeste) se tornou um cowboy herói; a história definitiva da Canário Negro; e as histórias de Delfim e o Space Museum.

### Anuais e especiais
- Annual 1 (1987): a Patrulha do Destino, ate de John Byrne; Capitão Cometa.
- Annual 2 (1988): o segundo e o terceiro Flash (Barry Allen e Wally West).
- Annual 3 (1989): os Novos Titãs. Esta foi uma edição comemorativa de aniversário com contribuições de George Pérez, Tom Grummett, Irv Novick, Dave Cockrum, Kevin Maguire e Colleen Doran. Incluía também páginas da Who's Who com fichas dos seguintes personagens: Pássaro Flamejante, Águia Dourada, Abelha, o Arauto, o Antítese e o Gárgula.
- Special 1 (1989): o Pinguim de Alan Grant e Sam Kieth, o Charada de Neil Gaiman, Matt Wagner e Bernie Mireault, e o Duas-Caras de Mark Verheiden e Pat Broderick.

Além disso, houve também uma edição posterior Secret Origins 80-Page Giant ["80 páginas gigantes"] em 1998 (ISBN 1-56389-440-8), que focava nos membros da Justiça Jovem.

### Coletâneas da série de 1986–1990
Alguns números da segunda série foram coletados em encadernados de capa comum junto com outros materiais e alguns trabalhos originais em 1989, Secret Origins, mas o título oficial do livro foi Secret Origins Of The World's Greatest Super-Heroes (ISBN 0930289501). O foco foi nos principais personagens da DC: origem da Liga da Justiça (#32), o Flash (Barry Allen, da Secret Origins Annual #2); Lanterna Verde (Hal Jordan, da #36); J'onn J'onnz, o Caçador de Marte (da #35); e Superman (da The Man of Steel #6). Havia também um relato da origem do Batman, Batman: The Man Who Falls, de Dennis O'Neil e Dick Giordano; a história criada especialmente para esta edição serviu de inspiração para o filme de 2005, Batman Begins.

## Personagens mostrados na série de 2014–15
- 1 (Junho de 2014): Superman, Robin (Dick Grayson), Supergirl
- 2 (Julho de 2014): Batman, Aquaman, Estelar
- 3 (Agosto de 2014): Lanterna Verde (Hal Jordan), Batwoman (Kate Kane), Robin Vermelho (Tim Drake)
- 4 (Setembro de 2014): Arlequina, Arqueiro Verde, Damian Wayne
- 5 (Outubro de 2014): Cyborg, Capuz Vermelho (Jason Todd), Mera
- 6 (Dezembro de 2014): Mulher-Maravilha, Deadman, Sinestro
- 7 (Janeiro de 2015): Flash, Caçadora, Superboy
- 8 (Fevereiro de 2015): Grayson, Homem-Animal, Katana
- 9 (Março de 2015): Monstro do Pântano, Poderosa, Lanterna Verde (John Stewart)
- 10 (Abril de 2015): Batgirl, Nuclear, Hera Venenosa
- 11 (Maio de 2015): Canário Negro, Lanterna Verde (Guy Gardner), John Constantine

### Coletâneas da série de 2014–15
- Secret Origins Volume 1 – coleta Secret Origins (terceira série) edições #1–4.  ISBN 978-1401250492 (Fevereiro de 2015).
- Secret Origins Volume 2 – coleta Secret Origins (terceira série) edições #5–11. ISBN 978-1401253431 (Agosto de 2015).

## Origem Secreta dos Super-Heróis
Durante a minissérie 52, as semanas 12 a 51 apresentaram duas páginas com origens de vários heróis, escritas por Mark Waid. As origens mostradas foram:
| - Semana 12: Mulher-Maravilha - Semana 13: Homem Elástico - Semana 14: Metamorfo, o Homem-Elemento - Semana 15: Aço - Semana 16: Adão Negro - Semana 17: Lobo - Semana 18: Questão - Semana 19: Homem-Animal - Semana 20: Adam Strange - Semana 22: Lanterna Verde - Semana 23: Pantera - Semana 24: Gladiador Dourado - Semana 25: Nightwing - Semana 26: Gavião Negro e Mulher-Gavião - Semana 27: Canário Negro - Semana 28: Homem-Gato - Semana 30: Homens Metálicos | - Semana 31: Robin - Semana 32: Besouro Azul - Semana 33: Caçador de Marte - Semana 34: Zatanna - Semana 36: Poderosa - Semana 37: Nuclear - Semana 38: Tornado Vermelho - Semana 39: Sr. Incrível - Semana 41: Estelar - Semana 42: Arqueiro Verde - Semana 43: Homem-Borracha - Semana 46: Batman - Semana 47: Novos Titãs - Semana 48: Aves de Rapina - Semana 49: Sociedade da Justiça da América - Semana 51: Liga da Justiça da América |

## Origem Secreta dos Super-Vilões
Começando no número 37, cada número da Countdown apresentou a origem de um super-vilão, escrita por Scott Beatty. As origens mostradas foram:
| - Número 37: Hera Venenosa - Número 36: Exterminador - Número 35: Parallax - Número 34: Lex Luthor - Número 33: Charada - Número 32: Eclipso - Número 31: Coringa - Número 30: General Zod - Número 29: Pinguim - Número 28: Trapaceiro and Flautista - Número 27: Duas-Caras - Número 25: Nevasca - Número 24: Desaad - Número 23: Sr. Mxyzptlk - Número 22: Pistoleiro - Número 21: Vovó Bondade - Número 20: Senhor Cérebro - Número 19: Espantalho | - Número 18: Dr. Luz - Número 17: Monarca - Número 16: Sinestro - Número 15: Apocalypse - Número 14: Gorilla Grodd - Número 13: Superciborgue - Número 12: Circe - Número 11: Solomon Grundy - Número 10: Arlequina - Número 9: Arraia Negra - Número 8: Bizarro - Número 7: Bane - Número 6: Felix Fausto - Número 5: Sr. Frio - Número 4: Ra's al Ghul - Número 3: Amazo - Número 2: Darkseid |